# Wólka Wieprzecka
Wólka Wieprzecka – wieś w Polsce położona w województwie lubelskim, w powiecie zamojskim, w gminie Zamość, nad Topornicą.
W latach 1975–1998 miejscowość administracyjnie należała do województwa zamojskiego.
Wieś jest sołectwem w gminie Zamość. Według Narodowego Spisu Powszechnego z roku 2011 wieś liczyła 582 mieszkańców.
Wierni Kościoła rzymskokatolickiego należą do parafii św. Andrzeja Boboli w Kosobudach.

## Części wsi
| SIMC    | Nazwa     | Rodzaj    |
| ------- | --------- | --------- |
| 0906769 | Dąbrowa   | część wsi |
| 0906775 | Namule    | część wsi |
| 0906781 | Skaraszów | część wsi |

## Historia
Pierwsza wzmianka o wsi pochodzi z 1480 r. Początkowo zwana była Wolą: w 1564 r. (jako Wolia) i jeszcze w 1786 roku. W 1839 r. występowała już jako Wólka Wieprzecka.
Według Słownika geograficznego Królestwa Polskiego z roku 1893 Wólka Wieprzecka także Wieprzecka Wola, wieś z folwarkiem w powiecie zamojskim, gminie Mokre, parafii łacińskiej Wielącza, greckokatolickiej Kosobudy, odległa 14 wiorst od Zamościa, ma 3 domy dworskie i 40 włościańskich zamieszkałych przez 474 mieszkańców (w tym 80 katolików) gruntu włościańskiego było 673
mórg. Folwark należał do dóbr ordynackich Białowola. W roku 1827 spisano tu 24 domy i 368 mieszkańców podległych parafii w Kosobudach.